# RaidForums
O RaidForums era um fórum de pirataria informática de língua inglesa, ativo de 2015 a 2022. O site facilitava a discussão de uma variedade de tópicos de pirataria informática e era um notável distribuidor de várias violações de dados, ferramentas de pirataria informática e pornografia até à sua apreensão em 2022. O site era rentabilizado através de anúncios e de um programa de adesão por escalões, em que os membros com escalões mais elevados recebiam um acesso elevado ao fórum e ao seu conteúdo.

## História
O RaidForums começou em 2015 como uma plataforma para os raiders do Twitch.

## Apreensão de domínio
O domínio e o seu conteúdo foram apreendidos pelo Federal Bureau of Investigation (FBI) no dia 12 de abril de 2022, após um mês de inatividade, em colaboração com os Serviços Secretos dos Estados Unidos, o Departamento de Justiça dos Estados Unidos e uma série de outras agências nacionais e internacionais de aplicação da lei.

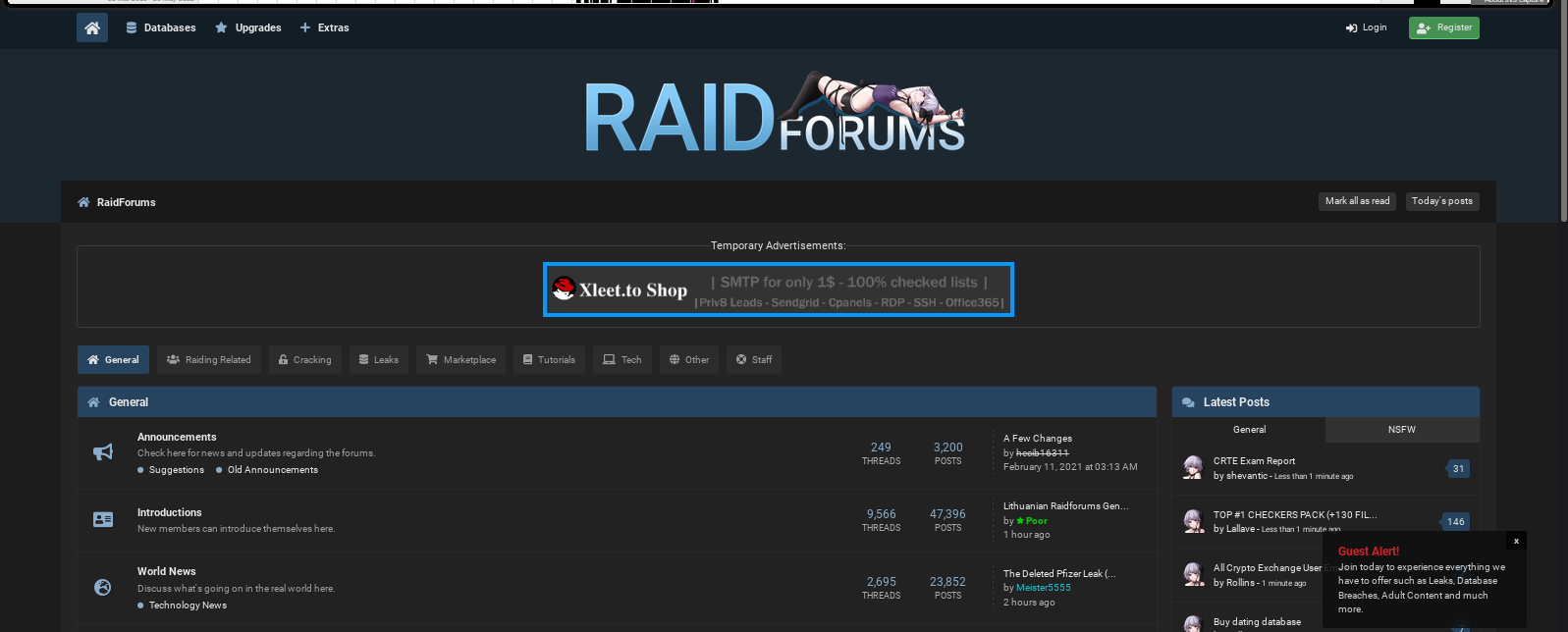
RaidForums.com em 2021

## Administração
O site foi alegadamente fundado por um cidadão português de 21 anos, Diogo Santos Coelho, com o nome de usuário "Omnipotent", que foi detido em 31 de janeiro de 2022 no Reino Unido. A sua detenção ocorreu na pendência de vários anos de investigação, depois de vários dos seus dispositivos terem sido revistados sob mandado no Aeroporto Internacional Hartsfield-Jackson, em junho de 2018, sugerindo que ele era o proprietário e principal administrador do "Omnipotent".
De acordo com o hackread.com, um administrador com o nome de usuário "Jaw" e um colaborador próximo com o pseudónimo "souls" anunciaram oficialmente a apreensão no canal público do Telegram do fórum e redirecionaram os subscritores do canal para o domínio de backup do RaidForums, rf.to, que, no entanto, ficou offline (e permaneceu offline durante meses) após esta declaração, só se tornando novamente acessível após a libertação sob fiança de Diogo Santos Coelho em agosto de 2022.

## Impacto
Na altura do seu encerramento, em 2022, o fórum tinha mais de 530.000 utilizadores registados e era um dos fóruns de pirataria ilícita da clearnet mais prolíficos e facilmente acessíveis.